# Organización Republicana Gallega Autónoma
La Organización Republicana Gallega Autónoma (ORGA) fue un partido político de Galicia (España) de tendencia republicana, galleguista, autonomista y de izquierdas. Fue fundado por Santiago Casares Quiroga y Antonio Vilar Ponte en octubre de 1929 en La Coruña con la participación de las Irmandades da Fala locales. En un primero momento, los galleguistas eran mayoritarios en la organización, lo que explica que en su primer manifiesto la ORGA reclamase una república federal. Cuando el sector galleguista organizó su propio partido (el Partido Galeguista), la ORGA defendió el autonomismo.

## Trayectoria
El 26 de marzo de 1930 organizó la Federación Republicana Gallega (mediante el denominado Pacto de Lestrove), en la que se integraron partidos republicanos como el Partido Radical y el Partido Republicano Radical Socialista. Formó parte del Pacto de San Sebastián, representada por Casares Quiroga. Tras la proclamación de la República en 1931, dejaron la FRG los radicales y los radicalsocialistas, aunque la FRG siguió existiendo hasta abril de 1932. La FRG-ORGA concurrió a las elecciones constituyentes de 1931 formando parte de las candidaturas republicano-socialistas. De los 44 escaños en juego en Galicia, la FRG-ORGA obtuvo 17, entre los que se encontraban diputados que más tarde se integrarían en el galleguismo, como Antonio Villar Ponte y Ramón Suárez Picallo. En el Congreso formó el grupo de la Minoría Gallega, en el que también se integraron los diputados galleguistas, Castelao y Ramón Otero Pedrayo.
Durante el debate de totalidad del proyecto de Constitución de 1931, el portavoz de la Federación Republicana Gallega Roberto Novoa Santos apoyó la propuesta de Estado integral que reconocía las "regiones autónomas", a la que denominó "República integral y pluritaria", y que tenía que ser la superación del choque de dos voluntades: la de las "regionalidades [sic] que afirman su personalidad bien destacada y que ansían un régimen federativo", entre las que incluye a Cataluña, Vasconia y Galicia, a la que considera "cuasi una nacionalidad", y "la voluntad de resistencia de aquellos territorios que han ejercido la hegemonía política y cultural y administrativa en toda la órbita del viejo Estado español". "Nuestra fórmula práctica, afirma Novoa, sería esta: diversidad dentro de la unidad, integración en la diferenciación. Los llamados hechos diferenciales, la Lengua, la raza, la cultura, son hechos adjetivos que derivan de una esencia común: la esencia común hispana". A continuación anuncia:

Nosotros, los gallegos, aspiraremos, en el momento oportuno, o solicitaremos también un régimen de autonomía... Por su puesto, que los gallegos no pretendemos haber alcanzado la madurez política de las gentes de Cataluña; sabemos también que nuestra Lengua gallega no está tan incrustada en el alma del pueblo como lo está el catalán en el territorio de la Generalidad, y también sabemos que nuestros valores económicos no corren parejos con los valores económicos catalanes; pero así y todo, en su momento, en su día, en el instante preciso, los Diputados gallegos sabrán pedir a estas Cortes Constituyentes una autonomía... conservando siempre, como dije, el sentido de un Estado integral

Santiago Casares Quiroga formó parte de los gobiernos de la República entre 1931 y 1933, dando al partido una orientación destinada a consolidar la República, pero sin promover algún tipo de autonomía gallega. Los sectores de la FRG-ORGA más nacionalistas, liderados por Suárez Picallo, junto con la sección argentina de la ORGA, con Ramón Suárez Picallo, participaron en 1931 en la fundación del nacionalista Partido Galeguista, liderado por Castelao. Este, junto con Suárez Picallo y Otero Pedrayo abandonaron la Minoría Gallega del Congreso. Villar Ponte mantuvo su fidelidad al líder de la ORGA, Casares Quiroga, hasta 1934. Disuelta la Federación, en mayo de 1932 la ORGA pasó a denominarse Partido Republicano Gallego (PRG) y en 1934 se unió a Acción Republicana y al Partido Republicano Radical Socialista Independiente para formar Izquierda Republicana, bajo la dirección de Manuel Azaña.